# Desura

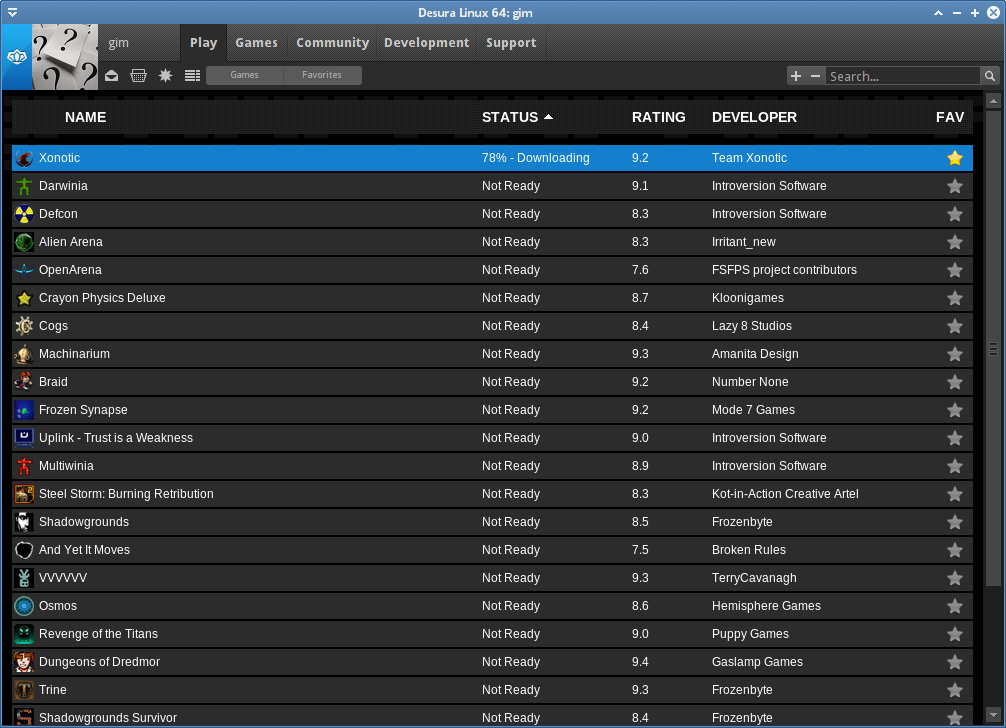
Screenshot des unter GPL v3 veröffentlichten Desura-Client für Linux: Laufende Installation des Spiels Xonotic

Desura war eine Internet-Vertriebsplattform für Computerspiele, die 2010 geschaffen und vom Unternehmen DesuraNET betrieben wurde, die auch die Computerspiel-Webangebote ModDB und IndieDB betrieb. Mit dem 2011 erschienenen Linux-Client war Desura die erste Online-Spiele-Vertriebsplattform für das freie Betriebssystem. Im März 2016 wurde der Betrieb eingestellt.

## Geschichte
Desura wurde am 10. Juli 2013 von Linden Lab aufgekauft. Am 5. November 2014 gab Linden Lab bekannt, dass Desura an Bad Juju Games, Inc verkauft wurde. Im Juni 2015 hat Bad Juju Games, Inc Insolvenz angemeldet. Am 21. Oktober 2016 wurde bekannt gegeben, dass Desura von OnePlay übernommen wurde.

## Konzept
Im Gegensatz zum Marktführer Steam lag der Fokus eher auf Mods und Indie-Spielen. Die Spiele wurden für Windows, Linux als auch die Mac-Plattform angeboten, da ein Cross-platform Ansatz verfolgt wurde. Des Weiteren war die Online-Community eingebunden, da jedes registrierte Mitglied Testberichte schreiben und Screenshots hochladen konnte. Die Vertriebsplattform selbst bot keine technischen Möglichkeiten für Digital Rights Management an. Im Gegensatz zu anderen Online-Vertriebsplattformen, die DRM nicht dulden wie GOG.com, durften die angebotenen Spiele jedoch eigene digitale Rechteverwaltungsmaßnahmen integrieren.

## Kosten
Desura listete selbst keine Kosten auf der eigenen Webseite. Nach Aussagen von Entwicklern betrugen die Distributions-Kosten 30 % des Verkaufspreises, eine Auszahlung fand aber erst ab 500 € (abzüglich Gebühren) statt.

## Technik
Der für Windows und Linux verfügbare quelloffene Client nutzt Chromium Embedded Framework, GTK+ und wxWidgets, setzt jedoch ansonsten sehr stark auf plattformunabhängige Web-Technologie. Der Quelltext des Clients ohne Markenzeichen wird als Desurium bei GitHub veröffentlicht.